# Cnemidocarpa fissa
Cnemidocarpa fissa är en sjöpungsart som beskrevs av Kott 1985. Cnemidocarpa fissa ingår i släktet Cnemidocarpa och familjen Styelidae. Inga underarter finns listade i Catalogue of Life.